# Поліграфія і видавнича справа
«Поліграфія і видавнича справа» — науковий журнал, який заснувала і видає Українська академія друкарства (яка також є засновником і видавцем видань «Квалілогія книги», «Комп'ютерні технології друкарства» та «Наукові записки»).
Рік заснування — 1964. Мова видання — українська.

Свідоцтво про державну реєстрацію друкованого засобу масової інформації КВ № 7652 від 30.07.2003 р.
З 2006 р. збірник почав виходити двічі на рік. Журнал публікує наукові статті присвячені проблемам видавничо-поліграфічного комплексу та книгорозповсюдження.
Постановою президії Вищої атестаційної комісії України збірник наукових праць «Поліграфія і видавнича справа» включено до переліку фахових видань України в яких можуть публікуватися результати дисертаційних робіт на здобуття наукових ступенів доктора і кандидата технічних наук (постанова від 09.06.1999 р. № 1-05/07).
Як фахові в галузі філологічних наук зараховуються наукові статті опубліковані у збірнику наукових праць «Поліграфія і видавнича справа» на підставі висновку експертної ради ВАК України з літературознавства, окремо у кожному конкретному випадку за поданням спеціалізованої вченої ради (постанова від 14.11.2001 р. № 3-05/9).
Збірник розсилається згідно зі списком обов'язкової розсилки та переліку ВАК України. Передплатити збірник наукових праць «Поліграфія і видавнича справа» можна за каталогом «Укрпошти»: передплатний індекс 94912. Статті опубліковані у збірнику реферуються у журналі «Джерело» та «Збірнику рефератів фахових видань МОН України», РЖ ВИНИТИ РАН.
Редколегія видання знаходиться в Українській академії друкарства за адресою: 79020, м. Львів, вул. Підголоско, 19.